# Pegesimallus kenyensis
Pegesimallus kenyensis är en tvåvingeart som beskrevs av Jason Gilbert Hayden Londt 1980. Pegesimallus kenyensis ingår i släktet Pegesimallus och familjen rovflugor.
Artens utbredningsområde är Kenya. Inga underarter finns listade i Catalogue of Life.